# Lee Yu-bi
Đây là một tên người Triều Tiên, họ là Lee.
Lee Yu-bi (tiếng Hàn: 이유비; sinh ngày 22 tháng 11 năm 1990) là nữ diễn viên Hàn Quốc. Cô bắt đầu sự nghiệp của mình với sitcom Vampire Idol vào năm 2011 và được biết đến với vai phụ trong phim The Innocent Man và Gu Family Book.
Lee là con gái của nữ diễn viên Kyeon Mi-ri.

## Điện ảnh

### Phim truyền hình
| Năm  | Tiêu đề                            | Vai trò       | Kênh |
| ---- | ---------------------------------- | ------------- | ---- |
| 2011 | Vampire Idol                       | Yu-bi         | MBN  |
| 2012 | The Innocent Man                   | Kang Choco    | KBS2 |
| 2013 | Gu Family Book                     | Park Chung-jo | MBC  |
| 2014 | Pinocchio                          | Yoon Yoo-rae  | SBS  |
| 2015 | Scholar Who Walks The Night        | Jo Yang-sun   | MBC  |
| 2018 | A Poem A Day                       | Woo Bo-young  | TvN  |
| 2021 | Các tế bào của Yumi (Yumi's Cells) | Ruby          | tvN  |
| 2021 | Penthouse 3                        | Cameo         | SBS  |
| 2023 | The Escape Of The Seven            | Han Mone      | SBS  |

### Phim điện ảnh
| Năm  | Tiêu đề          | Vai trò              |
| ---- | ---------------- | -------------------- |
| 2011 | War of the Arrow | Cameo                |
| 2014 | The Royal Tailor | Royal concubine Soui |
| 2015 | Twenty Years Old | So-hee               |

### Chương trình thực tế
| Năm  | Tiêu đề         | Kênh | Ghi chú          |
| ---- | --------------- | ---- | ---------------- |
| 2014 | The Music Trend | SBS  | Dẫn chương trình |

### Music video
| Năm  | Ca khúc     | Ca sĩ   |
| ---- | ----------- | ------- |
| 2013 | "Reminisce" | Huh Gak |
| 2014 | "No More"   | B2ST    |

## Đại sứ
| Năm  | Sản phẩm                |
| ---- | ----------------------- |
| 2012 | KT Take HD              |
| 2012 | Hankook P&G Whisper     |
| 2012 | Smile Market            |
| 2012 | SK Telecom 4G LTE       |
| 2013 | Tongyang Life Insurance |
| 2013 | Chamisul                |
| 2013 | Cremorlab               |
| 2013 | Lotte Seoleim           |
| 2013 | SK Energy Enclean       |
| 2014 | Miero Fiber             |

## Giải thưởng và đề cử
| Năm  | Giải                        | Thể loại                        | Đề cử                            | Kết quả   |
| ---- | --------------------------- | ------------------------------- | -------------------------------- | --------- |
| 2012 | KBS Drama Awards            | Nữ diễn viên mới xuất sắc       | The Innocent Man                 | Đề cử     |
| 2013 | 49th Baeksang Arts Awards   | Nữ diễn viên mới xuất sắc (TV)  | The Innocent Man                 | Đề cử     |
| 2013 | 7th Mnet 20's Choice Awards | 20's Booming Star - nữ          | The Innocent Man, Gu Family Book | Đề cử     |
| 2013 | 2nd APAN Star Awards        | Nữ diễn viên mới xuất sắc       | Gu Family Book                   | Đoạt giải |
| 2013 | MBC Drama Awards            | Nữ diễn viên mới xuất sắc       | Gu Family Book                   | Đề cử     |
| 2014 | 2nd Asia Rainbow TV Awards  | Nữ diễn viên phụ xuất sắc       | Gu Family Book                   | Đề cử     |
| 2014 | SBS Drama Awards            | Nữ diễn viên phụ xuất sắc       | Pinocchio                        | Đoạt giải |
| 2015 | MBC Drama Awards            | Tân binh của năm (nữ diễn viên) | Scholar Who Walk The Night       | Đoạt giải |